# Serie A 1957-1958 (rugby a 15)
La serie A 1957-58 fu il 28º campionato nazionale italiano di rugby a 15 di prima divisione.
Si tenne dal 20 ottobre 1957 al 18 maggio 1958 tra 29 squadre con la formula a gironi come l'edizione precedente; delle quattro retrocesse della stagione precedente CUS Modena, Novara, CUS Roma e Udine, le ultime due furono ripescate per rinuncia del San Gabriele a iscriversi al campionato di serie A e la rinuncia di un'eventuale ulteriore promossa dalla B a salire di categoria.
Il campionato vide a sorpresa una finale inedita, tra le Fiamme Oro, gruppo sportivo della Pubblica Sicurezza all'epoca di sede a Padova, e il Rugby Milano; quest'ultimo era riuscito a guadagnare la finale proprio in chiusura del girone di semifinale, battendo fuori casa il 4 maggio 1958 l'altra squadra padovana, il Petrarca, per 5-3, al termine di un incontro caratterizzato da una rissa dovuta alla convalida di una meta dei milanesi: un giocatore petrarchino, Roberto Luise, tentò negli spogliatoi di assalire l'arbitro, i tifosi petrarchini insultarono il presidente della FIR Lais che quel giorno era presente all'incontro; Luise fu squalificato per 10 turni e il Petrarca fu condannato a due incontri a porte chiuse.
In entrambi gli incontri di finale, disputatasi all'andata a Milano e al ritorno a Padova, le Fiamme Oro prevalsero e divennero così la settima formazione a iscrivere il loro nome nell'albo d'oro del campionato.
Da segnalare anche la prima retrocessione della Rugby Roma, all'epoca vincitrice di quattro campionati; il club non si iscrisse al campionato di Promozione (altro nome della Serie B) e sospese l'attività della sua prima squadra, che riprese solo un paio di stagioni più tardi.
In ragione del ridimensionamento del torneo a 24 squadre e tre gironi per la stagione successiva, furono previste 5 retrocessioni dirette dalla serie A e spareggi-salvezza tra le prime classificate della Promozione e le ultime non retrocesse della serie A.

## Formula del torneo
La modalità di svolgimento del torneo fu la seguente:
- Quattro gironi, tre dei quali composti da 7 squadre e uno da 8 squadre;
  - le prime due classificate di ogni girone si qualificarono ai gironi di semifinale;
  - l'ultima classificata di ogni girone a 7 squadre e le ultime due del girone a 8 squadre retrocedettero in serie B;
  - la penultima classificata di ogni girone a 7 squadre e la terzultima del girone a 8 spareggiarono in gara di andata e ritorno a eliminazione diretta contro le quattro prime classificate della serie B.
- Due gironi di semifinale composti da quattro squadre ciascuno secondo la seguente composizione:
  - Girone A di semifinale: prima classificata del girone A e C, seconda classificata del girone B e D;
  - Girone B di semifinale: prima classificata del girone B e D, seconda classificata del girone A e C.
- Finale in gara di andata e ritorno, da disputarsi tra le due squadre vincenti del rispettivo girone di semifinale.

## Squadre partecipanti

### Girone A
- Alessandria
- Amatori Milano
- CUS Genova
- CUS Torino
- Rugby Milano
- Parabiago
- Rho (sponsorizzata Giudici)

### Girone B
- Diavoli Milano
- Fiamme Oro (Padova)
- Petrarca (Padova)
- Treviso (sponsorizzata Faema)
- Trieste
- Udine
- Venezia (sponsorizzata Pelv)

### Girone C
- Bologna
- Brescia
- CUS Firenze
- CUS Parma
- Monza (sponsorizzata Cif Petroli)
- Parma
- Rovigo

### Girone D
- L’Aquila
- CUS Roma
- X Comiliter (Comando Militare Esercito, Napoli)
- Frascati (sponsorizzata CSI)
- S.S. Lazio
- Partenope (Napoli)
- A.S. Roma
- Rugby Roma

## Prima fase

### Girone A
|      | 1ª/8ª giornata         |      |
| ---- | ---------------------- | ---- |
| 11-3 | Milano - Alessandria   | 16-0 |
| 0-6  | Rho - CUS Genova       | 3-6  |
| 5-3  | Parabiago - CUS Torino | 0-24 |
|      |                        |      |

|      | 4ª/11ª giornata             |     |
| ---- | --------------------------- | --- |
| 0-15 | CUS Genova - Amatori Milano | 3-9 |
| 17-8 | Milano - CUS Torino         | 6-8 |
| 6-0  | Rho - Alessandria           | 6-0 |
|      |                             |     |

|     | 7ª/14ª giornata          |      |
| --- | ------------------------ | ---- |
| 0-0 | Rho - Parabiago          | 0-0  |
| 9-3 | CUS Genova - Alessandria | 19-8 |
| 0-3 | Milano - Amatori Milano  | 6-12 |

|      | 2ª/9ª giornata             |      |
| ---- | -------------------------- | ---- |
| 5-12 | CUS Genova - Milano        | 0-14 |
| 0-0  | CUS Torino - Rho           | 3-0  |
| 20-3 | Amatori Milano - Parabiago | 25-9 |
|      |                            |      |

|      | 5ª/12ª giornata          |     |
| ---- | ------------------------ | --- |
| 17-6 | Alessandria - CUS Torino | 0-9 |
| 0-3  | CUS Genova - Parabiago   | 0-3 |
| 16-3 | Amatori Milano - Rho     | 3-0 |

|      | 3ª/10ª giornata             |      |
| ---- | --------------------------- | ---- |
| 0-3  | Milano - Rho                | 6-3  |
| 12-8 | CUS Torino - Amatori Milano | 0-17 |
| 11-5 | Parabiago - Alessandria     | 3-6  |
|      |                             |      |

|      | 6ª/13ª giornata              |      |
| ---- | ---------------------------- | ---- |
| 14-0 | CUS Torino - CUS Genova      | 3-8  |
| 0-3  | Parabiago - Milano           | 6-11 |
| 27-3 | Amatori Milano - Alessandria | 16-3 |

#### Classifica girone A
|               |    | Squadra        | G  | V  | N | P  | PF  | PS  | Pt |
| ------------- | -- | -------------- | -- | -- | - | -- | --- | --- | -- |
|               | 1. | Amatori Milano | 12 | 11 | 1 | 0  | 171 | 42  | 22 |
|               | 2. | Rugby Milano   | 12 | 8  | 0 | 4  | 102 | 51  | 16 |
|               | 3. | CUS Torino     | 12 | 6  | 1 | 5  | 90  | 78  | 13 |
|               | 4. | CUS Genova     | 12 | 5  | 0 | 7  | 56  | 87  | 10 |
|               | 5. | Parabiago      | 12 | 5  | 0 | 7  | 43  | 97  | 10 |
|               | 6. | Rho            | 12 | 3  | 3 | 6  | 24  | 40  | 9  |
| Retrocessione | 7. | Alessandria    | 12 | 2  | 0 | 10 | 48  | 139 | 4  |

### Girone B
|      | 1ª/8ª giornata           |      |
| ---- | ------------------------ | ---- |
| 0-0  | Venezia - Fiamme Oro     | 0-27 |
| 11-6 | Trieste - Diavoli Milano | 0-23 |
| 0-12 | Udine - Petrarca         | 6-19 |
|      |                          |      |

|      | 4ª/11ª giornata      |      |
| ---- | -------------------- | ---- |
| 19-6 | Fiamme Oro - Treviso | 8-0  |
| 3-16 | Venezia - Petrarca   | 0-19 |
| 12-3 | Trieste - Udine      | 6-12 |
|      |                      |      |

|      | 7ª/14ª giornata          |      |
| ---- | ------------------------ | ---- |
| 3-12 | Trieste - Venezia        | 0-14 |
| 9-0  | Diavoli Milano - Treviso | 0-3  |
| 3-6  | Fiamme Oro - Petrarca    | 0-3  |

|       | 2ª/9ª giornata              |      |
| ----- | --------------------------- | ---- |
| 6-20  | Diavoli Milano - Fiamme Oro | 6-37 |
| 3-14  | Udine - Venezia             | 6-11 |
| 21-11 | Treviso - Trieste           | 5-3  |
|       |                             |      |

|      | 5ª/12ª giornata           |      |
| ---- | ------------------------- | ---- |
| 27-0 | Treviso - Udine           | 0-3  |
| 35-8 | Fiamme Oro - Trieste      | 32-6 |
| 0-17 | Diavoli Milano - Petrarca | 6-14 |

|      | 3ª/10ª giornata        |      |
| ---- | ---------------------- | ---- |
| 0-0  | Treviso - Venezia      | 5-6  |
| 20-3 | Petrarca - Trieste     | 61-0 |
| 0-0  | Diavoli Milano - Udine | 0-0  |
|      |                        |      |

|      | 6ª/13ª giornata          |      |
| ---- | ------------------------ | ---- |
| 8-24 | Udine - Fiamme Oro       | 0-34 |
| 15-5 | Petrarca - Treviso       | 6-0  |
| 9-0  | Venezia - Diavoli Milano | 9-5  |

#### Classifica girone B
|               |    | Squadra        | G  | V  | N | P  | PF  | PS  | Pt |
| ------------- | -- | -------------- | -- | -- | - | -- | --- | --- | -- |
|               | 1. | Petrarca       | 12 | 12 | 0 | 0  | 208 | 26  | 24 |
|               | 2. | Fiamme Oro     | 12 | 9  | 1 | 2  | 239 | 49  | 19 |
|               | 3. | Venezia        | 12 | 7  | 2 | 3  | 78  | 84  | 16 |
|               | 4. | Treviso        | 12 | 4  | 1 | 7  | 72  | 80  | 9  |
|               | 5. | Diavoli Milano | 12 | 2  | 2 | 8  | 61  | 120 | 6  |
| Retrocessione | 6. | Udine          | 12 | 2  | 2 | 8  | 41  | 159 | 6  |
| Retrocessione | 7. | Trieste        | 12 | 2  | 0 | 10 | 63  | 212 | 4  |

### Girone C
|      | 1ª/8ª giornata        |      |
| ---- | --------------------- | ---- |
| 14-3 | Brescia - CUS Firenze | 8-3  |
| 3-3  | Monza - Parma         | 9-50 |
| 0-3  | Bologna - Rovigo      | 6-12 |
|      |                       |      |

|      | 4ª/11ª giornata      |      |
| ---- | -------------------- | ---- |
| 8-9  | Parma - CUS Parma    | 21-3 |
| 0-10 | CUS Firenze - Rovigo | 5-21 |
| 3-12 | Monza - Brescia      | 9-3  |
|      |                      |      |

|      | 7ª/14ª giornata     |      |
| ---- | ------------------- | ---- |
| 14-6 | Parma - Brescia     | 18-3 |
| 6-12 | CUS Firenze - Monza | 3-3  |
| 11-0 | CUS Parma - Bologna | 0-9  |

|      | 2ª/9ª giornata      |      |
| ---- | ------------------- | ---- |
| 0-6  | Bologna - Monza     | 3-0  |
| 20-0 | Rovigo - CUS Parma  | 3-6  |
| 11-0 | Parma - CUS Firenze | 25-0 |
|      |                     |      |

|      | 5ª/12ª giornata   |      |
| ---- | ----------------- | ---- |
| 3-3  | Brescia - Bologna | 3-3  |
| 3-0  | Rovigo - Parma    | 8-24 |
| 12-3 | Monza - CUS Parma | 0-6  |

|     | 3ª/10ª giornata       |      |
| --- | --------------------- | ---- |
| 3-0 | CUS Parma - Brescia   | 0-3  |
| 6-0 | Rovigo - Monza        | 6-3  |
| 3-3 | Bologna - CUS Firenze | 5-11 |
|     |                       |      |

|      | 6ª/13ª giornata         |      |
| ---- | ----------------------- | ---- |
| 0-3  | Bologna - Parma         | 0-24 |
| 3-11 | Brescia - Rovigo        | 3-6  |
| 3-3  | CUS Parma - CUS Firenze | 8-8  |

#### Classifica girone C
|               |    | Squadra     | G  | V  | N | P | PF  | PS  | Pt |
| ------------- | -- | ----------- | -- | -- | - | - | --- | --- | -- |
|               | 1. | Rovigo      | 12 | 10 | 0 | 2 | 109 | 50  | 20 |
|               | 2. | Parma       | 12 | 9  | 1 | 2 | 201 | 44  | 19 |
|               | 3. | CUS Parma   | 12 | 5  | 2 | 5 | 54  | 87  | 12 |
|               | 4. | Brescia     | 12 | 4  | 2 | 6 | 61  | 76  | 10 |
|               | 5. | Monza       | 12 | 4  | 2 | 6 | 60  | 101 | 10 |
| Retrocessione | 6. | Bologna     | 12 | 2  | 3 | 7 | 32  | 79  | 7  |
| Retrocessione | 7. | CUS Firenze | 12 | 1  | 4 | 7 | 45  | 123 | 6  |

### Girone D
|      | 1ª/8ª giornata         |      |
| ---- | ---------------------- | ---- |
| 10-0 | X Comiliter - CUS Roma | 3-5  |
| 8-0  | Lazio - Frascati       | 0-9  |
| 0-8  | Rugby Roma - L'Aquila  | 0-42 |
| 12-6 | A.S. Roma - Partenope  | 3-0  |
|      |                        |      |

|      | 4ª/11ª giornata        |      |
| ---- | ---------------------- | ---- |
| 6-6  | X Comiliter - Frascati | 17-6 |
| 3-3  | Partenope - CUS Roma   | 3-11 |
| 11-3 | L'Aquila - A.S. Roma   | 0-0  |
| 9-0  | Lazio - Rugby Roma     | 6-0  |
|      |                        |      |

|      | 7ª/14ª giornata         |      |
| ---- | ----------------------- | ---- |
| 0-3  | X Comiliter - Partenope | 3-9  |
| 5-6  | Rugby Roma - CUS Roma   | 3-25 |
| 12-0 | A.S. Roma - Lazio       | 3-6  |
| 0-0  | Frascati - L'Aquila     | 3-3  |

|      | 2ª/9ª giornata         |      |
| ---- | ---------------------- | ---- |
| 0-6  | Partenope - Lazio      | 10-3 |
| 5-8  | L'Aquila - X Comiliter | 6-14 |
| 6-3  | CUS Roma - A.S. Roma   | 3-8  |
| 6-23 | Rugby Roma - Frascati  | 0-33 |
|      |                        |      |

|      | 5ª/12ª giornata        |      |
| ---- | ---------------------- | ---- |
| 12-8 | Rugby Roma - A.S. Roma | 8-30 |
| 3-0  | Partenope - Frascati   | 11-3 |
| 0-3  | CUS Roma - L'Aquila    | 0-6  |
| 3-3  | Lazio - X Comiliter    | 0-9  |

|      | 3ª/10ª giornata         |      |
| ---- | ----------------------- | ---- |
| 3-6  | Lazio - L'Aquila        | 5-3  |
| 3-14 | Rugby Roma - Partenope  | 3-28 |
| 11-3 | Frascati - CUS Roma     | 5-6  |
| 14-3 | X Comiliter - A.S. Roma | 3-9  |
|      |                         |      |

|      | 6ª/13ª giornata          |       |
| ---- | ------------------------ | ----- |
| 3-0  | L'Aquila - Partenope     | 3-6   |
| 3-0  | CUS Roma - Lazio         | 0-3   |
| 11-9 | Frascati - A.S. Roma     | 10-14 |
| 17-0 | X Comiliter - Rugby Roma | 6-3   |

#### Classifica girone D
|               |    | Squadra     | G  | V | N | P  | PF  | PS  | Pt |
| ------------- | -- | ----------- | -- | - | - | -- | --- | --- | -- |
|               | 1. | X Comiliter | 14 | 8 | 2 | 4  | 113 | 58  | 18 |
|               | 2. | L’Aquila    | 14 | 7 | 3 | 4  | 99  | 42  | 17 |
|               | 3. | Partenope   | 14 | 8 | 1 | 5  | 96  | 56  | 17 |
|               | 4. | A.S. Roma   | 14 | 7 | 1 | 6  | 117 | 90  | 15 |
|               | 5. | CUS Roma    | 14 | 7 | 1 | 6  | 71  | 66  | 15 |
|               | 6. | S.S. Lazio  | 14 | 7 | 1 | 6  | 52  | 58  | 15 |
| Retrocessione | 7. | Frascati    | 14 | 5 | 3 | 6  | 120 | 86  | 13 |
| Retrocessione | 8. | Rugby Roma  | 14 | 1 | 0 | 13 | 43  | 255 | 2  |

### Playout salvezza
|  | Rho    | 9 |  | 6 |  |  |  |  |  |  |  |  |  |  |
|  | Novara | 6 |  | 0 |  |  |  |  |  |  |  |  |  |  |

|  | Udine   | 0 |  | 0 |  |  |  |  |  |  |  |  |  |  |
|  | Livorno | 8 |  | 6 |  |  |  |  |  |  |  |  |  |  |

|  | Fiamme Oro Mestre | 8 |  | 3 |  |  |  |  |  |  |  |  |  |  |
|  | Bologna           | 3 |  | 0 |  |  |  |  |  |  |  |  |  |  |

|  | S.S. Lazio  | 28 |  | 6 |  |  |  |  |  |  |  |  |  |  |
|  | CUS Catania | 0  |  | 0 |  |  |  |  |  |  |  |  |  |  |

## Gironi di semifinale
|      | Girone A                    |      |
| ---- | --------------------------- | ---- |
| 9-0  | L'Aquila - Rovigo           | 3-16 |
| 0-8  | Amatori Milano - Fiamme Oro | 0-14 |
| 3-3  | Amatori Milano - L'Aquila   | 0-6  |
| 3-12 | Rovigo - Fiamme Oro         | 9-16 |
| 6-0  | Fiamme Oro - L'Aquila       | 6-17 |
| 10-6 | Rovigo - Amatori Milano     | 11-0 |

|      | Girone B               |       |
| ---- | ---------------------- | ----- |
| 12-9 | X Comiliter - Milano   | 5-6   |
| 11-3 | Petrarca - Parma       | 6-3   |
| 9-19 | Parma - Milano         | 5-8   |
| 15-3 | Petrarca - X Comiliter | 11-12 |
| 3-3  | Milano - Petrarca      | 5-3   |
| 16-0 | Parma - X Comiliter    | 8-8   |

### Classifica girone A
|  |    | Squadra        | G | V | N | P | PF | PS | Pt |
|  | -- | -------------- | - | - | - | - | -- | -- | -- |
|  | 1. | Fiamme Oro     | 6 | 5 | 0 | 1 | 62 | 29 | 10 |
|  | 2. | L’Aquila       | 6 | 3 | 1 | 2 | 38 | 31 | 7  |
|  | 3. | Rovigo         | 6 | 3 | 0 | 3 | 49 | 46 | 6  |
|  | 4. | Amatori Milano | 6 | 0 | 1 | 5 | 9  | 52 | 1  |

### Classifica girone B
|  |    | Squadra      | G | V | N | P | PF | PS | Pt |
|  | -- | ------------ | - | - | - | - | -- | -- | -- |
|  | 1. | Rugby Milano | 6 | 4 | 1 | 1 | 50 | 37 | 9  |
|  | 2. | Petrarca     | 6 | 3 | 1 | 2 | 49 | 29 | 7  |
|  | 3. | X Comiliter  | 6 | 2 | 1 | 3 | 40 | 65 | 5  |
|  | 4. | Parma        | 6 | 1 | 1 | 4 | 44 | 52 | 3  |

## Finale
| Milano 11 maggio 1958 | Rugby Milano | 3 – 6 | Fiamme Oro | Stadio Giuriati |

| Padova 18 maggio 1958 | Fiamme Oro | 18 – 8 | Rugby Milano | Stadio Colbachini |

## Verdetti
- Fiamme Oro: campioni d'Italia
- Alessandria, Udine, Trieste, Bologna, CUS Firenze, Frascati e Rugby Roma: retrocesse in serie B